# Rạn san hô vòng Rose
Rạn san hô vòng Rose, đôi khi được gọi là Đảo Rose hoặc Motu O Manu bởi cư dân sống ở quần đảo Manu'a lân cận, là một đảo san hô nằm trong lãnh thổ Mỹ thuộc Samoa thuộc Mỹ. Đây là một nơi trú ẩn động vật hoang dã không có người ở, đồng thời là điểm cực nam của Hoa Kỳ. Diện tích đất liền của đảo là 0,214 km2 (53 mẫu Anh). Tổng diện tích của đảo san hô, bao gồm đầm phá và rạn san hô lên tới 5 km2 (1.200 mẫu Anh). Có hai đảo nhỏ ở rìa phía đông bắc của rạn san hô, Đảo Rose lớn hơn ở phía đông (cao 3,5 m) và Đảo Sand không có thực vật ở phía bắc (cao 1,5 m).
Sự xuất hiện của người phương Tây được ghi nhận sớm nhất tại hòn đảo này là vào ngày 13 tháng 6 năm 1722, trong chuyến hành trình của Jacob Roggeveen, người gọi hòn đảo là Vuil Eiland, hay "hòn đảo vô dụng". Cái tên Đảo Rose bắt nguồn khi Louis de Freycinet nhìn thấy hòn đảo vào năm 1819 và ông đã đặt tên cho nó theo tên của vợ mình là Rose. Trong báo cáo chính thức của mình, Louis de Freycinet ghi rằng 'Tôi đặt tên cho Đảo Rose, từ tên của một người vô cùng thân thương đối với tôi'. Không lâu sau đó, vào năm 1824, đoàn thám hiểm dưới quyền của Otto von Kotzebue, đã đặt tên cho hòn đảo là Kordinkov.

## Cá và động vật hoang dã
Rạn san hô vòng Rose chứa quần thể lớn nhất của sò tai tượng, chim biển làm tổ và cá rạn san hô quý hiếm bao gồm tất cả các loài xuất hiện trong lãnh thổ Samoa thuộc Mỹ. Quần thể cá khác nằm ở phần còn lại của khu vực do mật độ cá ăn thịt cao và cá ăn cỏ tập trung thấp. Gần 270 loài cá khác nhau đã được ghi nhận trong 15 năm qua. Cá ngừ đại dương, mahi-mahi, billfish, cá nhồng và cá mập cư trú bên ngoài vùng đầm phá. Ở vùng nước sâu hơn, huệ biển đã được phát hiện bởi các cuộc thám hiểm lặn biển. Các động vật có vú biển như cá voi lưng gù có nguy cơ tuyệt chủng và chi cá heo Stenella cũng sống trong vùng biển này.
Đảo san hô là môi trường sống làm tổ quan trọng của loài rùa xanh đang bị đe dọa và loài rùa diều hâu đang bị đe dọa. Rùa di cư giữa Samoa thuộc Mỹ và các quốc đảo Thái Bình Dương khác. Mùa làm tổ của chúng là giữa tháng 8 và tháng 2.
Khoảng 97% cá thể chim biển Samoa của Mỹ cư trú trên đảo san hô Rose. Cốc biển, chim điên chân đỏ và những con chim tàu khu trục lớn hơn và ít hơn làm tổ trong những cây buka. Anous minutus và chim nhàn trắng làm tổ ở nhánh giữa và nhánh dưới của cây. Những con chim khác có thể được tìm thấy trong rừng Pisonia, loài duy nhất còn lại ở Samoa.

## Liên kết ngoại
- American Samoa, its districts and unorganized islands, United States Census Bureau

- A Summary of Information on Rose Atoll (Atoll Research Bulletin #29)